# Oorbel

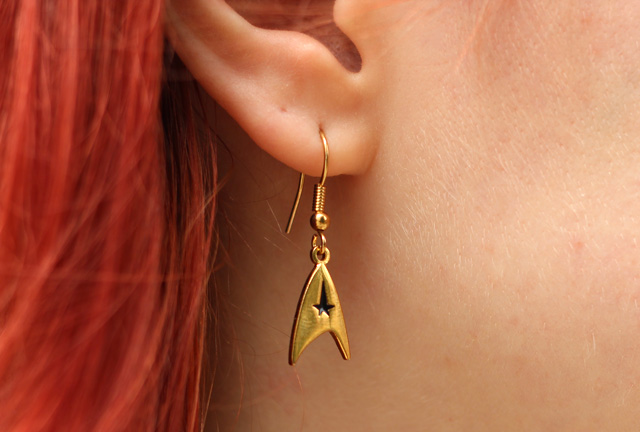
Oorbel aan een haakje

Een oorbel is een sieraad dat aan de oorlel wordt gedragen. Ze zijn er in talloze vormen, van eenvoudige oorringen en oorknopjes tot complexe modeaccessoires.
Indien de oorbel op een andere plaats dan de oorlel wordt gedragen, spreekt men vaak van een oorpiercing. Om een oorbel te kunnen dragen wordt vaak een gaatje aangebracht. Er bestaan ook klem-oorbellen, waarvoor geen gaatje nodig is.

## Materialen
Oorbellen kunnen van allerlei materialen gemaakt worden, zoals metaal (goud en zilver worden veel gebruikt), kunststof, glas, edelstenen, hout en bot. De maten van oorbellen lopen uiteen en worden in grootte voornamelijk beperkt door de draagcapaciteit van het oor. Zware oorbellen kunnen na verloop van tijd de oorlel of het gaatje in de oorlel blijvend oprekken.

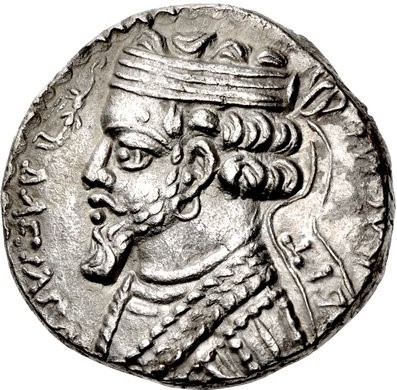
Munt van Phraataces, koning van het Parthische Rijk, die enkele jaren regeerde rond het begin van de jaartelling

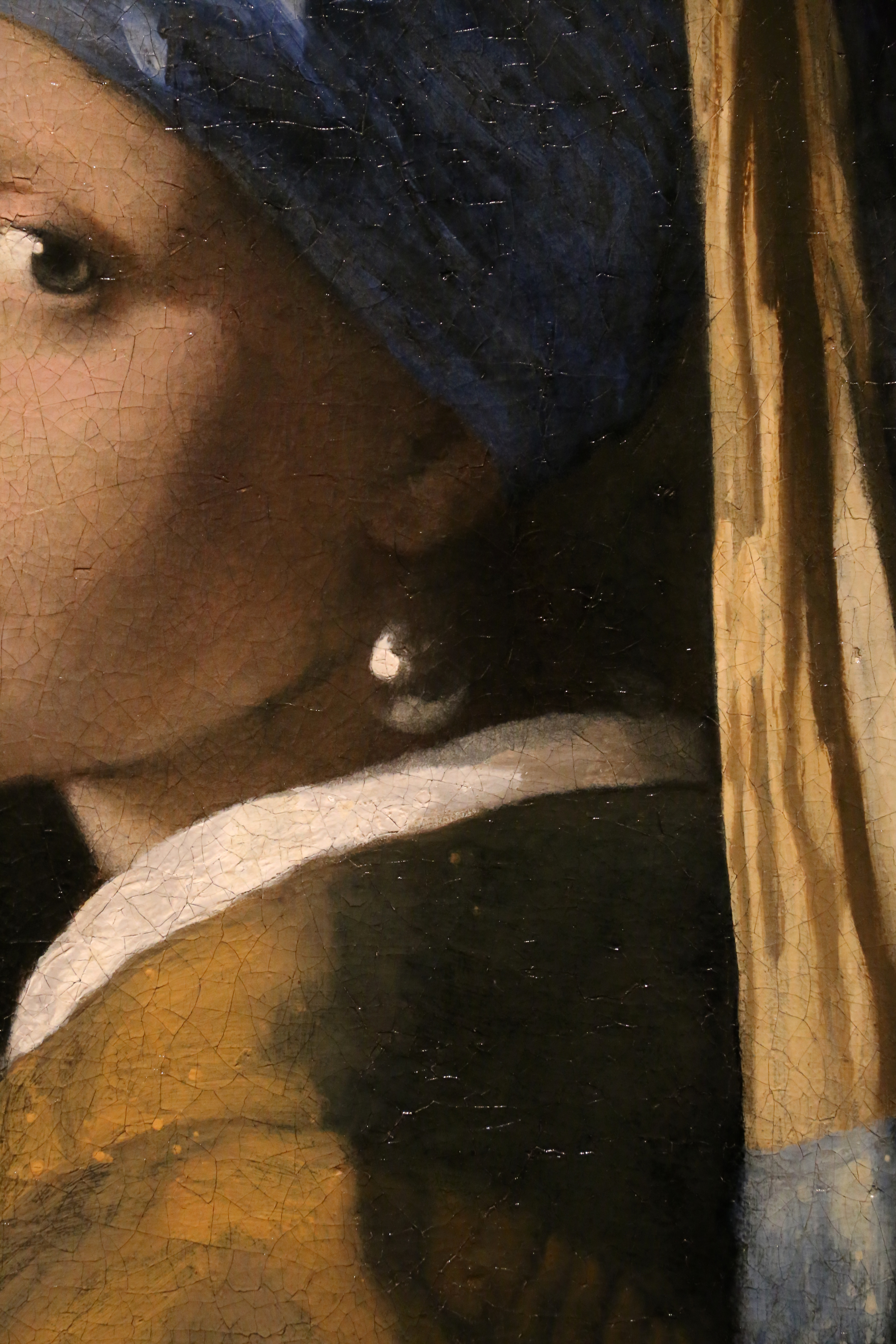
Detail van Meisje met de parel, Vermeer, midden 17e eeuw

## Gaatjes schieten
In de jaren 1950 en 1960 werden de gaatjes vooral thuis geprikt, zoals ook te zien is in de film Grease. In later jaren boden juweliers en piercingwinkels dit als service aan. In Nederland is het verboden om een piercing aan te brengen bij kinderen onder de twaalf jaar, maar zolang er niet in het kraakbeen van het oor wordt geprikt, vallen oorbellen wettelijk gezien niet onder piercings. Voor het prikken of schieten van gaatjes in de oorlel hoeft een juwelier of piercer geen vergunning te hebben, maar moeten de richtlijnen voor hygiëne in acht genomen worden.  Zie ook artikel 24 van de Warenwet.

## Taal en geschiedenis
De etymologie van het woord is niet helemaal zeker. Het deel -bel verwijst naar een hangende klok of bel, maar het is onzeker of dit gaat om de vorm of om de pendelbeweging wanneer de drager beweegt.
Het priemen van gaatjes in de oren wordt al genoemd in oudtestamentische teksten zoals Exodus en de Psalmen die op zijn laatst tijdens de Babylonische ballingschap te boek zijn gesteld, in de 6e eeuw v.Chr. Slavenhouders deden dit om slaven te markeren, maar het merkteken wordt ook metaforisch uitgelegd als teken van vrijwillige gehoorzaamheid aan het opperwezen. Gaatjes als zodanig zijn te klein om als merkteken te dienen, maar de Bijbelteksten vermelden niets over de invulling.
Blijkens een laat-achttiende-eeuwse auteur was oorbaggen destijds het gangbare woord voor oorsieraden. Ze hadden zijn goedkeuring als ze van goud, zilver, parels of edelstenen waren, maar met minachting schrijft hij over glazen bellen en soortgelyke vodden van zwavelkiezen, marcasieten, valsche steenen enz. Zwavelkies of pyriet wordt in het Engels wel fool's gold (gekkengoud) genoemd.
Uit 1867 dateren diverse positievere teksten: de gouden bellen glinsterden aan haar oren, zij was zo schoon met de lieve bellekens in de oren en grote bleekgele gouden bellen versierden haar oren.
Wie iemand iets wijs probeerde te maken met zoete woorden hing hem schone bellen in de oren.
In oude Nederlandse teksten wordt oorbel af en toe gebruikt als synoniem voor oorlel: Jacob le Maire schrijft dat Polynesiërs de Bellekens van d' Oore zo ver opgerekt hadden dat die haast op de schouders hingen.